# Gabriel Berg
Gabriel Olofsson Berg, född 1667 i Södermanland, död 17 maj 1710 i Linköping. Han var en svensk tenngjutare i Linköping.

## Biografi
Berg föddes 1667 i Södermanland. Berg var verksam som tenngjutare i Linköping från 1690. Han flyttade 1703 till Sankt Lars kvarter i staden. Berg avled 17 maj 1710 i Linköping.

### Familj
Berg gifte sig första gången 25 oktober 1694 i Linköping med Maria Persdotter Björn (1675-1695). Hon var dotter till komminister Petri Björn i Kuddby.
Berg gifte sig andra gången 16 mars 1697 i Linköping med Rebecca Svensdotter Östman. Hon var dotter till sämskmakaren Sven Månsson. De fick tillsammans sonen Gabriel (1710-1711).

## Arbeten
| År         | Plats          | Arbete           |
| ---------- | -------------- | ---------------- |
| 1700-talet | Skeppsås kyrka | Vinkanna i tenn. |

## Medarbetare
- 1704-1706 - Gilius.
- 1704-1707 - Olof.